# Campeonato Europeo de Natación de 1977
El XIV Campeonato Europeo de Natación se celebró en Jönköping (Suecia) entre el 13 y el 21 de agosto de 1977 bajo la organización de la Liga Europea de Natación (LEN) y la Federación Sueca de Natación.

## Resultados de natación

### Masculino
| Evento                   | Oro                                                                        | Plata                                                                                      | Bronce                                                                  |
| ------------------------ | -------------------------------------------------------------------------- | ------------------------------------------------------------------------------------------ | ----------------------------------------------------------------------- |
| 100 m libre              | Peter Nocke RFA 51,55                                                      | Vladimir Bure URSS 52,02                                                                   | Marcello Guarducci · Italia · 52,11                                     |
| 200 m libre              | Peter Nocke RFA 1:51,72                                                    | Andréi Krilov URSS 1:51,77                                                                 | Marcello Guarducci · Italia · 1:52,35                                   |
| 400 m libre              | Sergei Rusin URSS 3:54,83                                                  | Frank Wennmann RFA 3:55,47                                                                 | Frank Pfütze RDA 3:56,48                                                |
| 1500 m libre             | Vladimir Salnikov URSS 15:16,45                                            | Valentin Parinov URSS 15:30,05                                                             | Borut Petrič Yugoslavia 15:30,74                                        |
| 100 m espalda            | Miloslav Rolko Checoslovaquia 58,35                                        | Zoltán Verrasztó · Hungría · 58,48                                                         | Klaus Steinbach RFA 58,60                                               |
| 200 m espalda            | Zoltán Verrasztó · Hungría · 2:03,88                                       | Miloslav Rolko Checoslovaquia 2:05,07                                                      | Jan Thorell · Suecia · 2:05,22                                          |
| 100 m braza              | Gerald Mörken RFA 1:02,86                                                  | Giorgio Lalle · Italia · 1:03,81                                                           | Walter Kusch RFA 1:04,17                                                |
| 200 m braza              | Gerald Mörken RFA 2:16,78                                                  | Arsen Miskarov URSS 2:18,24                                                                | Walter Kusch RFA 2:21,05                                                |
| 100 m mariposa           | Roger Pyttel RDA 55,49                                                     | Pär Arvidsson · Suecia · 55,58                                                             | John Mills Reino Unido 55,98                                            |
| 200 m mariposa           | Michael Kraus RFA 2:00,40                                                  | Roger Pyttel RDA 2:00,55                                                                   | Pär Arvidsson · Suecia · 2:01,37                                        |
| 200 m cuatro estilos     | András Hargitay · Hungría · 2:06,82                                        | Andréi Smirnov URSS 2:07,26                                                                | Alexandr Sidorenko URSS 2:08,80                                         |
| 400 m cuatro estilos     | Serguéi Fesenko URSS 4:26,83                                               | Andréi Smirnov URSS 4:28,81                                                                | Csaba Sós · Hungría · 4:29,24                                           |
| 4 × 100 m libre          | RFA Klaus Steinbach Andreas Schmidt Jürgen Könnecker Peter Nocke 3:26,57   | Italia · Roberto Pangaro · Paolo Revelli · Paolo Sinigaglia · Marcello Guarducci · 3:28,58 | URSS Vladimir Bure Serguéi Labso Sergey Kopliakov Andréi Krilov 3:28,91 |
| 4 × 200 m libre          | URSS Vladimir Raskatov Sergey Rusin Sergey Kopliakov Andréi Krilov 7:28,21 | RFA Frank Wennmann Klaus Steinbach Peter Knust Peter Nocke 7:33,28                         | RDA Rainer Strohbach Roger Pyttel Detlev Grabs Frank Pfütze 7:36,94     |
| 4 × 100 m cuatro estilos | RFA Klaus Steinbach Gerald Mörken Michael Kraus Peter Nocke 3:48,73        | RDA Lutz Wanja Gregor Arnicke Roger Pyttel René Pläschke 3:49,42                           | Reino Unido James Carter Duncan Goodhew John Mills Martin Smith 3:51,05 |

### Femenino
| Evento                   | Oro                                                                      | Plata                                                                                      | Bronce                                                                             |
| ------------------------ | ------------------------------------------------------------------------ | ------------------------------------------------------------------------------------------ | ---------------------------------------------------------------------------------- |
| 100 m libre              | Barbara Krause RDA 56,55                                                 | Enith Brigitha · Países Bajos · 57,09                                                      | Petra Priemer RDA 57,20                                                            |
| 200 m libre              | Petra Thümer RDA 2:00,29                                                 | Barbara Krause RDA 2:01,40                                                                 | Annelies Maas · Países Bajos · 2:01,76                                             |
| 400 m libre              | Petra Thümer RDA 4:08,91                                                 | Annelies Maas · Países Bajos · 4:09,40                                                     | Barbara Krause RDA 4:14,39                                                         |
| 800 m libre              | Petra Thümer RDA 8:39,32                                                 | Annelies Maas · Países Bajos · 8:39,33                                                     | Marina Altmann RDA 8:52,94                                                         |
| 100 m espalda            | Birgit Treiber RDA 1:02,63                                               | Ulrike Richter RDA 1:03,87                                                                 | Kaire Indrikson URSS 1:05,25                                                       |
| 200 m espalda            | Birgit Treiber RDA 2:13,10                                               | Ulrike Richter RDA 2:16,67                                                                 | Carmen Bunaciu Rumania 2:17,98                                                     |
| 100 m braza              | Yulia Bogdanova URSS 1:11,89                                             | Carola Nitschke RDA 1:13,12                                                                | Ramona Reinke RDA 1:13,76                                                          |
| 200 m braza              | Yulia Bogdanova URSS 2:35,04                                             | Susanne Nielsson Dinamarca 2:35,34                                                         | Eva-Marie Håkansson · Suecia · 2:38,05                                             |
| 100 m mariposa           | Andrea Pollack RDA 1:00,61                                               | Christiane Knacke RDA 1:00,71                                                              | Ineke Ran · Países Bajos · 1:03,40                                                 |
| 200 m mariposa           | Anett Fiebig RDA 2:12,77                                                 | Andrea Pollack RDA 2:15,14                                                                 | Sue Jenner Reino Unido 2:15,45                                                     |
| 200 m cuatro estilos     | Ulrike Tauber RDA 2:15,95                                                | Sabine Kahle RDA 2:17,79                                                                   | Olga Klevakina URSS 2:19,35                                                        |
| 400 m cuatro estilos     | Ulrike Tauber RDA 4:45,22                                                | Sabine Kahle RDA 4:50,70                                                                   | Sharron Davies Reino Unido 4:54,95                                                 |
| 4 × 100 m libre          | RDA Birgit Treiber Birgit Wächtler Petra Priemer Barbara Krause 3:49,52  | Países Bajos · Ineke Ran · Anja van de Bogaerde · Annelies Maas · Enith Brigitha · 3:52,95 | Reino Unido Victoria Bullock Mary Houston Sharron Davies Cheryl Brazendale 3:55,77 |
| 4 × 100 m cuatro estilos | RDA Ulrike Richter Carola Nitschke Andrea Pollack Barbara Krause 4:14,35 | URSS Kaire Indrikson Yuliya Bogdanova Olga Klevakina Larisa Tsariova 4:18,12               | RFA Heike John Dagmar Rehak Karin Seick Jutta Meeuw 4:19,05                        |

### Medallero
| Núm. | País           | Oro | Plata | Bronce | Total |
| ---- | -------------- | --- | ----- | ------ | ----- |
| 1    | RDA            | 12  | 10    | 6      | 28    |
| 2    | RFA            | 8   | 2     | 4      | 14    |
| 3    | URSS           | 6   | 7     | 4      | 17    |
| 4    | Hungría        | 2   | 1     | 1      | 4     |
| 5    | Checoslovaquia | 1   | 1     | 0      | 2     |
| 6    | Países Bajos   | 0   | 4     | 2      | 6     |
| 7    | Italia         | 0   | 2     | 2      | 4     |
| 8    | Suecia         | 0   | 1     | 3      | 4     |
| 9    | Dinamarca      | 0   | 1     | 0      | 1     |
| 10   | Reino Unido    | 0   | 0     | 5      | 5     |
| 11   | Rumania        | 0   | 0     | 1      | 1     |
| 11   | Yugoslavia     | 0   | 0     | 1      | 1     |
|      | TOTAL          | 29  | 29    | 29     | 87    |

## Resultados de saltos

### Masculino
| Evento          | Oro                           | Plata                                  | Bronce                             |
| --------------- | ----------------------------- | -------------------------------------- | ---------------------------------- |
| Trampolín 3 m   | Falk Hoffmann RDA 592,20 pts. | Franco Cagnotto · Italia · 572,70 pts. | Alexandr Kosenkov URSS 536,67 pts. |
| Plataforma 10 m | Vladimir Aleynik URSS 542,31  | David Hambartsumian URSS 541,35        | Falk Hoffmann RDA 532,11           |

### Femenino
| Evento          | Oro                            | Plata                            | Bronce                          |
| --------------- | ------------------------------ | -------------------------------- | ------------------------------- |
| Trampolín 3 m   | Christa Köhler RDA 444,30 pts. | Beate Rothe RDA 418,35 pts.      | Irina Kalinina URSS 411,15 pts. |
| Plataforma 10 m | Margit Schöpke RDA 363.00      | Elena Vaitsejovskaya URSS 359,19 | Irina Kalinina URSS 347,46      |

### Medallero
| Núm. | País   | Oro | Plata | Bronce | Total |
| ---- | ------ | --- | ----- | ------ | ----- |
| 1    | RDA    | 3   | 1     | 1      | 5     |
| 2    | URSS   | 1   | 2     | 3      | 6     |
| 3    | Italia | 0   | 1     | 0      | 1     |
|      | TOTAL  | 4   | 4     | 4      | 12    |

## Resultados de natación sincronizada
| Evento | Oro | Plata | Bronce |
| ------ | --- | --- | --- |
| Solo   | Jackie Cox Reino Unido 157,630 pts. | Marijke Engelen · Países Bajos · 143,320 pts.                                                                                     | Renate Baur · Suiza · 140,420 pts.                                                                                 |
| Dúo    | Jackie Cox Andrea Holland Reino Unido 153,910 | Marijke Engelen · Helma Giuvers · Países Bajos · 144,240                                                                          | Renate Baur · Liselotte Meyer · Suiza · 140,590                                                                    |
| Equipo | Marijke Engelen · Vera Verloop · Helma Giuvers · Karin van Noort · Catrien Eijken · Lida van Veen · Judith van der Berg · Metty de Jong · Países Bajos · 150,320 | Jackie Cox Angelia Kenyon Andrea Holland Anne Russell Kay Spencer Catherine Young Jacinta Murray Judy Garrett Reino Unido 149,770 | Renate Baur · Maya Mast · Cornelia Blank · Liselotte Meyer · Caroline Sturzenegger · Ines Gerber · Suiza · 136,030 |

### Medallero
| Núm. | País         | Oro | Plata | Bronce | Total |
| ---- | ------------ | --- | ----- | ------ | ----- |
| 1    | Reino Unido  | 2   | 1     | 0      | 3     |
| 2    | Países Bajos | 1   | 2     | 0      | 3     |
| 3    | Suiza        | 0   | 0     | 3      | 3     |
|      | TOTAL        | 3   | 3     | 3      | 9     |

## Resultados de waterpolo
| Evento    | Oro     | Plata      | Bronce |
| --------- | ------- | ---------- | ------ |
| Masculino | Hungría | Yugoslavia | Italia |

## Medallero total
| Núm. | País           | Oro | Plata | Bronce | Total |
| ---- | -------------- | --- | ----- | ------ | ----- |
| 1    | RDA            | 15  | 11    | 7      | 33    |
| 2    | RFA            | 8   | 2     | 4      | 14    |
| 3    | URSS           | 7   | 9     | 7      | 23    |
| 4    | Hungría        | 3   | 1     | 1      | 5     |
| 5    | Reino Unido    | 2   | 1     | 5      | 8     |
| 6    | Países Bajos   | 1   | 6     | 2      | 9     |
| 7    | Checoslovaquia | 1   | 1     | 0      | 2     |
| 8    | Italia         | 0   | 3     | 3      | 6     |
| 9    | Suecia         | 0   | 1     | 3      | 4     |
| 10   | Yugoslavia     | 0   | 1     | 1      | 2     |
| 11   | Dinamarca      | 0   | 1     | 0      | 1     |
| 12   | Suiza          | 0   | 0     | 3      | 3     |
| 13   | Rumania        | 0   | 0     | 1      | 1     |
|      | TOTAL          | 37  | 37    | 37     | 111   |